# Junior Boys
Junior Boys — канадская поп-группа, работающая в жанре инди-электроника.

## История
Дуэт был образован Джереми Гринспеном и Джонни Дарком в 1999 году в Гамильтоне. Они сотрудничали несколько лет, записав, по словам Гринспена, «плохие песни в стиле драм-н-бейс, плохие хаус-треки», не имевшие успеха. Их преследовали неудачи, и Джонни Дарк покинул группу, чтобы посвятить себя другим интересам. Наконец в KIN Records услышали их демо в конце 2002 года и предложили оставшемуся участнику Гринспену сделать ещё несколько записей. Вместе со звукоинженером Мэттом Дидемусом он начал готовить материал к будущему альбому.
В октябре 2003 года вышел первый релиз Birthday/Last Exit — 4-трековый мини-альбом с ремиксом Кристиана Феннеша. За ним в феврале 2004 года последовал мини-альбом The High Come Down, включавший ремикс от Манитобы (ныне Карибу), с котором Junior Boys в дальнейшем гастролировали. Их дебютный альбом Last Exit (записан в конце 2003-го Гринспеном и Дидемусом в Гамильтоне) был выпущен 21 сентября 2004 года на KIN Records.
Junior Boys возвратились в 2006 году, выпустив треки на сборниках Idol Tryouts 2 и See You on the Moon!, а в августе был издан их второй альбом So This Is Goodbye, вошедший в шорт-лист премии Polaris.

## Дискография

### Студийные альбомы
| Год  | Альбом                                                                      | Высшее место в чарте | Высшее место в чарте |
| Год  | Альбом                                                                      | US Dance             | SE                   |
| ---- | --------------------------------------------------------------------------- | -------------------- | -------------------- |
| 2004 | Last Exit - Дата выпуска: 21 сентября 2004 - Лейбл: Domino Records          | —                    | —                    |
| 2006 | So This Is Goodbye - Дата выпуска: 12 сентября 2006 - Лейбл: Domino Records | 10                   | 38                   |
| 2009 | Begone Dull Care - Дата выпуска: 7 апреля 2009 - Лейбл: Domino Records      | 6                    | —                    |
| 2011 | It’s All True - Дата выпуска: 13 июня 2011 - Лейбл: Domino Records          | 8                    | —                    |

### Прочие
- iTunes Live Session EP (концертный мини-альбом, 16 января 2007)
- The Dead Horse EP (мини-альбом, 10 апреля 2007, Domino Records)
- Body Language Six (микстейп, 11 марта 2008, Get Physical Music)
- Daytrotter Session (концертная сессия, 1 сентября 2009)[6]

### Синглы
- «Birthday/Last Exit» (2003)
- «High Come Down» (2004)
- «In the Morning» (2006)
- «Under the Sun» (2007)
- «No Kinda Man» (2008)
- «Hazel» (2009)
- «Banana Ripple» (2011)
- «You’ll Improve Me» (2011)[7][8]

### Ремиксы
- Йоко Оно «Give Me Something» (2010)